# هارمونیا
هارمونیا (به یونانی: Ἁρμονία) در اساطیر یونانی، ایزدبانو جاویدان هماهنگی و هارمونی است. او همسر کادموس، پادشاه و بنیان‌گذار شهر تبای بود. آن‌ها صاحب چهار فرزند دختر به نام‌های اینو، آتونوئه، آگاوه و سمله و همچنین دو پسر به نام‌های پلیدروس و ایلیریئوس شدند.
همتای او در اساطیر روم کونکوردیا است و مخالف او یک یونانی می‌باشد بنام اریس، که همتایش در روم «دیسکوردیا» نامیده می‌شود.
گردنبند هارمونیا 
در روز عروسی هارمونیا و کادموس گردنبندی که هفائستوس، خدای آهنگری، به هارمونیا هدیه داد، به نظر می‌رسید که یک هدیهٔ شگفت‌انگیز باشد. اما این گردنبند در واقع نفرین شده بود. هر کسی که این گردنبند را می‌پوشید، دچار بدبختی و مصیبت می‌شد.
یکی از قربانیان این نفرین، فرزند هارمونیا و کادموس، یعنی دخترشان سمِلِه بود. سمِلِه مادر دیونیسوس، خدای شراب و خوشی، شد. اما او به دلیل این نفرین دچار مصیبت‌ها و رنج‌های بسیاری شد.
این نفرین تا نسل‌های بعدی هارمونیا ادامه داشت و هر کسی که گردنبند را می‌پوشید، زندگی‌اش با مشکلات و رنج همراه می‌شد.

## ریشه
با توجه به اسناد موجود، هارمونیا دختر آرس و آفرودیته است، ولی برخی هارمونیا را فرزند هفائستوس و آفرودیته می‌دانند. برخی نیز معتقدند هارمونیا از جزیره یونانی ساموتراس و دختر الکترا و زئوس بوده‌است و برادرش آسیون مؤسس یک از مناسک عرفانی بود که در این جزیره جشن گرفته می‌شود.